# WBP1L
WBP1L (англ. WW domain binding protein 1 like) – білок, який кодується однойменним геном, розташованим у людей на короткому плечі 10-ї хромосоми. Довжина поліпептидного ланцюга білка становить 342 амінокислот, а молекулярна маса — 37 828.
| 10         |  | 20         |  | 30         |  | 40         |  | 50         |
| ---------- |  | ---------- |  | ---------- |  | ---------- |  | ---------- |
| MPFLLGLRQD |  | KEACVGTNNQ |  | SYICDTGHCC |  | GQSQCCNYYY |  | ELWWFWLVWT |
| IIIILSCCCV |  | CHHRRAKHRL |  | QAQQRQHEIN |  | LIAYREAHNY |  | SALPFYFRFL |
| PNYLLPPYEE |  | VVNRPPTPPP |  | PYSAFQLQQQ |  | QLLPPQCGPA |  | GGSPPGIDPT |
| RGSQGAQSSP |  | LSEPSRSSTR |  | PPSIADPDPS |  | DLPVDRAATK |  | APGMEPSGSV |
| AGLGELDPGA |  | FLDKDAECRE |  | ELLKDDSSEH |  | GAPDSKEKTP |  | GRHRRFTGDS |
| GIEVCVCNRG |  | HHDDDLKEFN |  | TLIDDALDGP |  | LDFCDSCHVR |  | PPGDEEEGLC |
| QSSEEQAREP |  | GHPHLPRPPA |  | CLLLNTINEQ |  | DSPNSQSSSS |  | PS         |

A: Аланін

C: Цистеїн

D: Аспарагінова кислота

E: Глутамінова кислота

F: Фенілаланін

G: Гліцин

H: Гістидин

I: Ізолейцин

K: Лізин

L: Лейцин

M: Метіонін

N: Аспарагін

P: Пролін

Q: Глутамін

R: Аргінін

S: Серин

T: Треонін

V: Валін

W: Триптофан

Кодований геном білок за функцією належить до фосфопротеїнів. 
Задіяний у такому біологічному процесі, як альтернативний сплайсинг. 
Локалізований у мембрані.